# Victor Gamaldo
Victor Gamaldo (Puerto España; 22 de enero de 1944) es un exfutbolista trinitense, que tenía el rol de centrocampista.

## Trayectoria
Se mudó a los Estados Unidos de América en 1968 para servir en los Washington Darts, una franquicia de la American Soccer League, ganando el torneo. Repitió su éxito en el siguiente campeonato, venciendo a los Syracuse Scorpions en la final.
En 1970, los dardos se trasladaron a la North American Soccer League y llegaron a la final, que perdieron ante los Rochester Lancers. En 1972 fue contratado por los Baltimore Stars, con el que llegó a las semifinales de la American Soccer League de 1973.
En la temporada de 1974 volvió a jugar en la NASL a las órdenes de los Baltimore Comets, con los que alcanzó los cuartos de final del torneo.

## Clubes
| Club             | País              | Año       |
| ---------------- | ----------------- | --------- |
| Regiment         | Trinidad y Tobago | 1964-1968 |
| Washington Darts | Estados Unidos    | 1968-1971 |
| Baltimore Stars  | Estados Unidos    | 1972-1973 |
| Baltimore Comets | Estados Unidos    | 1974-1975 |

## Palmarés

### Títulos nacionales
| Título                 | Equipo           | País           | Año  |
| ---------------------- | ---------------- | -------------- | ---- |
| American Soccer League | Washington Darts | Estados Unidos | 1968 |
| American Soccer League | Washington Darts | Estados Unidos | 1969 |